# Antonio Čolak
Antonio Čolak (Ludwigsburg, 1993. szeptember 17. –) horvát válogatott labdarúgó, az olasz Spezia csatára.

## Pályafutása

### Klubcsapatokban
Čolak családja 1992-ben az akkori Jugoszlávia területéről Németországba emigrált, itt is született 1993. szeptember 17-én, Ludwigsburgban. 1997-ben kezdte ifjúsági pályafutását az SGV Freibergnél kezdte. 2000-ben a Stuttgarter Kickershez igazolt, majd 2008-ban visszatért Freiburgba. 2010-ben egy évre a TSG Hoffenheim utánpótlásképző akadémiájához került. 2011-ben debütált az alacsonyabb ligákban játszó Karlsruher SC II felnőtt csapatában. 2012-ben az 1. FC Nürnberg igazolt, ahol eleinte csak a tartalék csapatban játszott. Čolak 2013. október 19-én debütált a Bundesligában az Eintracht Frankfurt elleni mérkőzésen, ahol csereként a 78. percben váltotta Tomáš Pekhartot. A 2014–2015-ös szezonban cserejátékosként a lengyel Lechia Gdańsk csapatánál játszott, ahol 30 mérkőzésen 10 gólt és 2 gólpasszt osztott ki.
2015 nyarán a TSG Hoffenheim szerződtette le, amely klubnál egy mérkőzésen sem lépett pályára szerződése alatt. A 2015–16-os szezont kölcsönben az 1. FC Kaiserslautern együttesében töltötte. 2016. július 25-én Čolak szintén egy idényre a Darmstadt 98. A következő szezont már a 2. Bundesligában szereplő FC Ingolstadtnál kezdte. Az Ingolstadttal való szerződést közös megegyezéssel felbontották. 2018 januárjában Čolakot kölcsönadták a horvátországi Rijekénak egészen 2019 júniusáig. 2019. június 22-én hároméves szerződést kötött a horvát klubbal. A 2019–2020-as szezonban a 32 mérkőzésen elért 20 góljával megszerezte a horvát gólkirályi címet. A ligában való szereplése után 2020-ban debütált a horvát válogatottban tagjaként is.
2020. szeptember 20-án négyéves szerződést írt alá a görög PAÓK együttesével.
2021. március 6-án a kölcsönjátékosként a svéd Malmöhöz igazolt. A 2021-es szezonban 26 mérkőzésen 14 gólt szerzett. 2022. július 7-én három évre szerződtette a skót Rangers csapata. 2023. július 15-én az olasz Parmához, majd 2024. augusztus 30-án a Speziához írt alá.

### A válogatottban
2020. augusztus 27-én Zlatko Dalić a horvát válogatott vezetőedzője behívta Čolakot a 2020. szeptember 5-ei Portugália és a 2020. szeptember 8-ai Franciaország elleni Nemzetek Ligája mérkőzésekre.

## Statisztikák
2024. május 10. szerint

| Klub                                 | Szezon   | Osztály                    | Bajnokság | Bajnokság | Kupa  | Kupa | Nemzetközi | Nemzetközi | Összesen | Összesen |
| Klub                                 | Szezon   | Osztály                    | Meccs     | Gól       | Meccs | Gól  | Meccs      | Gól        | Meccs    | Gól      |
| ------------------------------------ | -------- | -------------------------- | --------- | --------- | ----- | ---- | ---------- | ---------- | -------- | -------- |
| Karlsruher SC II                     | 2011–12  | Regionalliga - dél         | 1         | 1         | 0     | 0    | —          | —          | 1        | 1        |
| 1. FC Nürnberg II                    | 2012–13  | Regionalliga - Bajorország | 17        | 12        | 0     | 0    | —          | —          | 17       | 12       |
| 1. FC Nürnberg II                    | 2013–14  | Regionalliga - Bajorország | 14        | 17        | 0     | 0    | —          | —          | 14       | 17       |
| 1. FC Nürnberg                       | 2013–14  | Bundesliga                 | 6         | 0         | 0     | 0    | —          | —          | 6        | 0        |
| 1. FC Nürnberg                       | 2014–15  | 2. Bundesliga              | 1         | 0         | 0     | 0    | —          | —          | 1        | 0        |
| Lechia Gdańsk (kölcsönben)           | 2014–15  | Ekstraklasa                | 30        | 10        | 0     | 0    | —          | —          | 30       | 10       |
| 1. FC Kaiserslautern (kölcsönben)    | 2015–16  | 2. Bundesliga              | 22        | 5         | 2     | 0    | —          | —          | 24       | 5        |
| 1. FC Kaiserslautern II (kölcsönben) | 2015–16  | Regionalliga - délnyugat   | 1         | 2         | 0     | 0    | —          | —          | 1        | 2        |
| Darmstadt 98 (kölcsönben)            | 2016–17  | Bundesliga                 | 22        | 4         | 2     | 3    | —          | —          | 24       | 7        |
| FC Ingolstadt (kölcsönben)           | 2017–18  | 2. Bundesliga              | 6         | 0         | 2     | 0    | —          | —          | 8        | 0        |
| FC Ingolstadt II (kölcsönben)        | 2017–18  | Regionalliga - Bajorország | 1         | 1         | 0     | 0    | —          | —          | 1        | 1        |
| HNK Rijeka (kölcsönben)              | 2017–18  | 1. HNL                     | 16        | 6         | 0     | 0    | —          | —          | 16       | 6        |
| HNK Rijeka (kölcsönben)              | 2018–19  | 1. HNL                     | 24        | 12        | 5     | 7    | 2          | 0          | 29       | 19       |
| HNK Rijeka                           | 2019–20  | 1. HNL                     | 32        | 20        | 5     | 4    | 4          | 2          | 41       | 26       |
| HNK Rijeka                           | 2020–21  | 1. HNL                     | 4         | 0         | 0     | 0    | 6          | 0          | 10       | 0        |
| PAÓK                                 | 2020–21  | Super League Greece        | 10        | 1         | 0     | 0    | 6          | 0          | 16       | 1        |
| PAÓK                                 | 2021–22  | Super League Greece        | 15        | 2         | 2     | 1    | 6          | 0          | 23       | 3        |
| Malmö (kölcsönben)                   | 2021     | Allsvenskan                | 26        | 14        | 1     | 3    | 13         | 5          | 40       | 22       |
| Rangers                              | 2022–23  | Scottish Premiership       | 25        | 14        | 4     | 1    | 10         | 3          | 39       | 18       |
| Parma                                | 2023–24  | Serie B                    | 22        | 3         | 0     | 0    | —          | —          | 22       | 3        |
| Összesen                             | Összesen | Összesen                   | 295       | 124       | 23    | 19   | 41         | 10         | 359      | 153      |

### A válogatottban
| Válogatott   | Év       | Pályára lépés | Gól |
| ------------ | -------- | ------------- | --- |
| Horvátország | 2020     | 1             | 0   |
| Horvátország | 2021     | 2             | 0   |
| Összesen     | Összesen | 3             | 0   |

## Sikerei, díjai
Rijeka
- Horvát Kupa
  - Győztes (2): 2018–19, 2019–20

Malmö
- Allsvenskan
  - Bajnok (1): 2021

PAÓK
- Görög Kupa
  - Döntős (1): 2021–22

Parma
- Serie B
  - Feljutó (1): 2023–24

Egyéni
- A horvát első osztály gólkirálya: 2019–20 (20 góllal)